# ISO 3166-2:MC
ISO 3166-2:MC — це запис для Монако в ISO 3166-2, частині стандарту ISO 3166, опублікованого Міжнародною організацією зі стандартизації (ISO), який визначає коди для назв основних районів (наприклад, провінцій або штатів) усіх країн, закодованих у ISO 3166-1.
Наразі для Монако коди ISO 3166-2 визначені для 17 кварталів.
Кожен код складається з двох частин, розділених дефісом. Перша частина єMC, код Монако ISO 3166-1 alpha-2. Друга частина — дві літери.

## Актуальні коди
Назви районів перераховані відповідно до стандарту ISO 3166-2, опублікованого Агенцією з обслуговування ISO 3166
Натисніть кнопку в заголовку, щоб відсортувати кожен стовпець.
| Код   | Назва району     |
| ----- | ---------------- |
| MC-FO | Фонв'єй          |
| MC-JE | Екзотичний сад   |
| MC-CL | La Colle         |
| MC-CO | La Condamine     |
| MC-GA | La Gare          |
| MC-SO | La Source        |
| MC-LA | Ларвотто         |
| MC-MA | Мальбуске        |
| MC-MO | Монако-Віль      |
| MC-MG | Монегетті        |
| MC-MC | Монте Карло      |
| MC-MU | Мулен            |
| MC-PH | Порт-Еркюль      |
| MC-SR | Сен-Роман        |
| MC-SD | Сент-Девот       |
| MC-SP | Spelugues        |
| MC-VR | Валлон-де-ла-Рус |

## Зміни
Наступні зміни до запису були оголошені в інформаційних бюлетенях ISO 3166/MA після першої публікації ISO 3166-2 у 1998 році:
| Інформаційний бюлетень | Дата видачі                        | Опис зміни в інформаційному бюлетені |
| ---------------------- | ---------------------------------- | ------------------------------------ |
| Newsletter II-3        | 2011-12-13 (виправлено 2011-12-15) | Додавання адміністративних районів.  |